# Polycondensatielijmen
Polycondensatielijmen zijn lijmen voor  (dragende) houtconstructies op basis van fenolen en aminoplasten. Polycondensatie is het verenigen van monomeren tot lange ketens. Gangbare polycondensatielijmen zijn:

## Polycondensatielijmen

### UF-lijm (ureumformaldehyde)
UF-lijm (ureumformaldehyde) is een lijm van een hars die ontstaan is uit de meervoudige condensatie van ureum en formaldehyde. Ureum is een afbraakproduct van eiwitten en formaldehyde is een eenvoudigste aldehyde  (alcohol waaraan waterstof is onttrokken).
De lijmverbinding komt tot stand doordat de formaldehyde als harder het polymerisatieproces op gang brengt.  Bij een onvolledige reactie ontstaat er een penetrante geur  (spaanplaatgas, dit bleek voornamelijk formaldehyde te zijn) die in een gesloten ruimte aanleiding kan geven tot hoofdpijn. Vanuit de overheid zijn daarom emissie-eisen voor formaldehyde opgesteld.
UF-lijmen zijn er in vloeibare of in water oplosbare poedervorm. Ze worden gebruikt voor het lijmen van triplex-, multiplex-, spaan- en vezelplaten en voor het fineren van grote oppervlakken. De UF-lijm is niet  (permanent) waterbestendig.

### Melaminelijm
Melaminelijm is lijm op basis van de stof melamine en formaldehyde.

### MUF-lijm (melamine ureumformaldehyde)
MUF-lijm is een UF lijm versterkt met melamine.
Deze lijm is beter bestand tegen vocht en warmte.

### MF-lijm (melamineformaldehyde)
MF-lijmen bestaan uit een poeder dat nog in water moet worden opgelost.
Ze dienen voor triplex- en spaanplaten en voor het bevestigen van  (papieren) decoratielagen op kunststof platen.

### MDI-lijm (methaandifenyldi-isocyanaat) of isocyanaatlijm
MDI-lijm is een lijm bestaande uit een mengsel (compound) met daarin isocyanaatgroepen (N=C=O).

### PF-lijm (fenolformaldehyde)
PF-lijm is lijm van fenol en formaldehyde. PF-lijmen zijn vloeibaar, ze reageren (binden) na toevoeging van een zuur en een verharder. 
Ze lijmen triplex en hardboard, alsmede  (papieren) decoratielagen op kunststof platen. Bij plaatmaterialen kan er een hinderlijke witte uitslag optreden.
Kenmerkende eigenschappen zijn;
- behouden van hun thermoplastisch karakter bij temperaturen boven de 80°C.
- bestand tegen verouderingen als gevolg van weersinvloeden.
- harden uit onder druk.

### RF-lijm (resorcinolformaldehydelijm) of Resorcinefenolformaldehydelijm
RF-lijm bestaan uit een reactieproduct van resorcine en formaldehyde. RF-lijmen zijn vloeibare producten die onder toevoeging van een harder reageren  (afbinden) bij kamertemperatuur.
Toepassingen zijn geveltimmerwerk en houtconstructies, zoals spanten, liggers, gelamineerd hout en planken voor bootrompen.

## Toepassingsgebieden
- Spaanplaat-productie
- Mdf-plaat (medium-density fibreboard)
- Multiplex-productie
- Houtconstructies